# Psephenotarsis triangularis
Psephenotarsis triangularis is een keversoort uit de familie keikevers (Psephenidae). De wetenschappelijke naam van de soort werd in 2001 gepubliceerd door Arce-Perez.